# Compagnie des chemins de fer départementaux des Bouches-du-Rhône
La Compagnie des chemins de fer départementaux des Bouches-du-Rhône est une compagnie créée en 1906 dans le but d'exploiter un réseau de chemin de fer d'intérêt local dans les Bouches-du-Rhône.

## Histoire

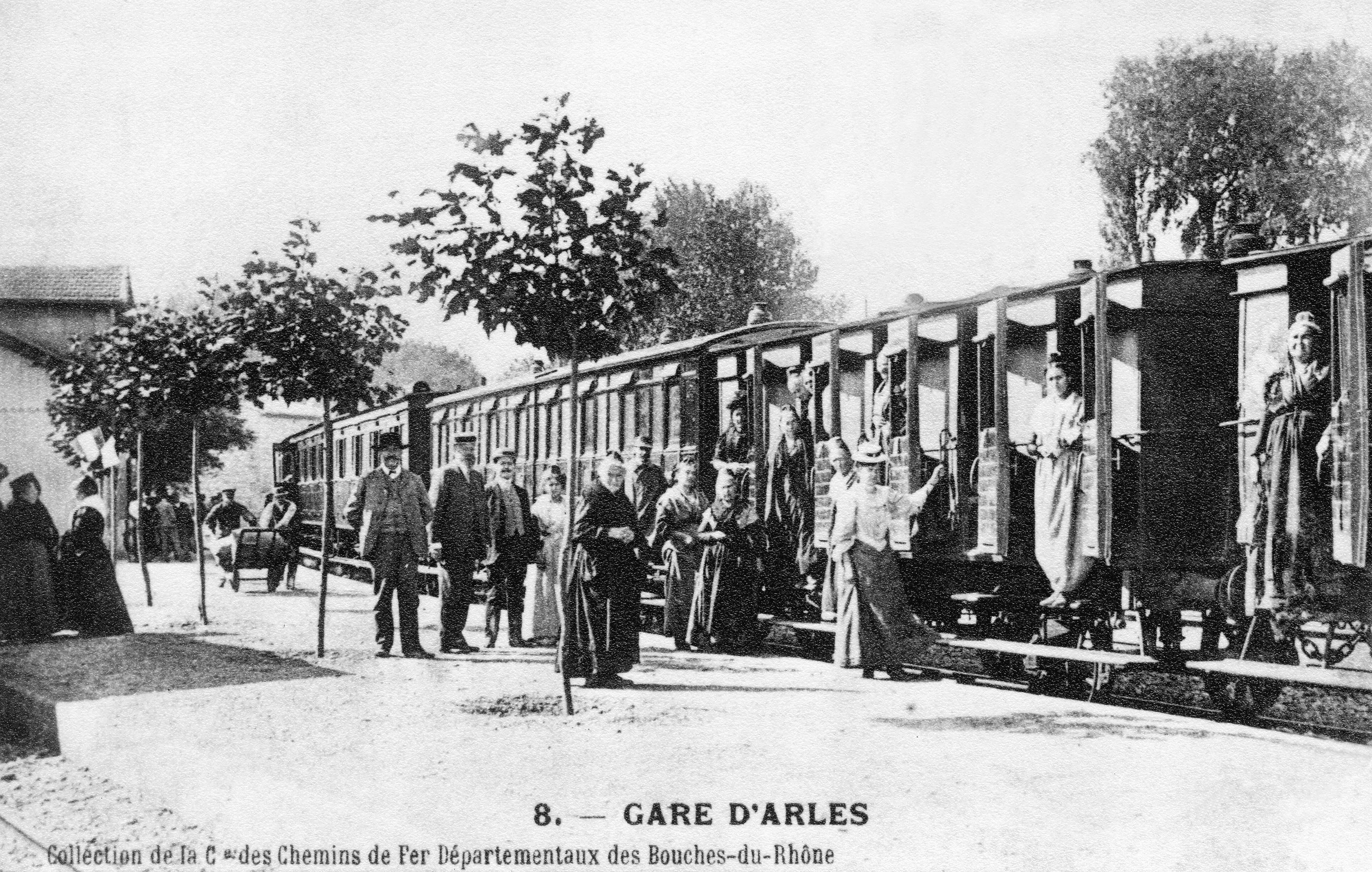
Un train en gare d'Arles

Par décret du 29 décembre 1906, elle reprend les actifs de deux autres exploitants de lignes ferroviaires :
- la Société nouvelle des chemins de fer des Bouches-du-Rhône, créée en 1881[2],
- la Compagnie des chemins de fer régionaux des Bouches-du-Rhône, créée en 1886[3].

Ces deux entreprises exploitent jusqu'alors des tronçons distincts, n'ayant pas été construits avec une volonté de réseau mais simplement de desserte de voyageurs et de transport de marchandises. C'est par exemple le cas de la ligne d'Arles à Salon-de-Provence, respectivement exploitée par la Société nouvelle sur le tronçon Arles - Fontvieille et par la Compagnie des chemins de fer régionaux sur le tronçon Fontvieille - Salon. La création de la Compagnie des chemins de fer départementaux permet d'unifier la gestion de ces tronçons et de créer un véritable réseau ferroviaire dans le département. 
Par décret national du 22 mai 1908, elle se voit affiliée à la Compagnie centrale des chemins de fer et tramways, compagnie à laquelle le département des Bouches-du-Rhône a attribué la concession du réseau de chemin de fer d’intérêt local.  

## Réseau
Elle exploite un réseau long de 177 km construit à l'écartement normal :
- Ligne de Tarascon à Orgon  (35 km)
- Ligne de Barbentane à Orgon (28 km)
- Ligne d'Arles à Salon-de-Provence (47 km)
- Ligne d'Eyguières à Meyrargues (48 km)
- Ligne de Pas-des-Lanciers à Martigues (19 km)

## Rachat
Le 9 janvier 1913, le Conseil Général des Bouches-du-Rhône vote pour le rachat de la Compagnie, minée par les difficultés et des conflits sociaux. Le 5 septembre, un décret autorise le rachat et l'exploitation en régie pour une durée de 3 ans (l’autorisation sera définitive le 1er juillet 1920).  
Enfin, le 1er octobre 1913 est créée la Régie départementale des chemins de fer des Bouches-du-Rhône, qui reprend l'exploitation du réseau. Elle prend son nom actuel de Régie départementale des transports des Bouches-du-Rhône (abrégée RDT 13) en 1965,.